# Mistrzostwa Świata w Piłce Nożnej 1998 (składy)
Składy finalistów Mistrzostw Świata w Piłce Nożnej w 1998 we Francji.
 Anglia
Trener: Glenn Hoddle
David Seaman, Sol Campbell, Graeme Le Saux, Paul Ince, Tony Adams, Gareth Southgate, David Beckham, David Batty, Alan Shearer, Teddy Sheringham, Steve McManaman, Gary Neville, Nigel Martyn, Darren Anderton, Paul Merson, Paul Scholes, Rob Lee, Martin Keown, Les Ferdinand, Michael Owen, Rio Ferdinand, Tim Flowers
 Arabia Saudyjska
Trener: Carlos Alberto Parreira
Mohammed Al-Deayea, Mohammed Al-Jahani, Mohammed Al-Khilaiwi, Abdullah Zubromawi, Ahmad Madani, Fuad Amin, Ibrahim Al-Shahrani, Obeid Al-Dosari, Sami Al-Jaber, Sa’id al-Uwajran, Fahad Al-Mehallel, Ibrahim Al-Harbi, Hussein Sulaimani, Khalid Al-Muwallid, Jusuf ath-Thunajan, Khamis Al-Owairan, Ahmad Duchi, Nawaf Al-Temyat, Abdulaziz Al-Janoubi, Hamzah Saleh, Hussein Al-Sadiq, Tisir Al-Antaif
 Argentyna
Trener: Daniel Passarella
Carlos Roa, Roberto Ayala, José Chamot, Héctor Pineda, Matías Almeyda, Claudio López, Diego Simeone, Gabriel Batistuta, Ariel Ortega, Juan Sebastián Verón, Germán Burgos, Pablo Paz, Nelson Vivas, Leonardo Astrada, Néstor Sensini, Sergio Berti, Pablo Cavallero, Abel Balbo, Hernán Crespo, Marcelo Gallardo, Marcelo Delgado, Javier Zanetti
 Austria
Trener: Herbert Prohaska
Michael Konsel, Markus Schopp, Peter Schöttel, Anton Pfeffer, Wolfgang Feiersinger, Walter Kogler, Mario Haas, Heimo Pfeifenberger, Ivica Vastić, Andreas Herzog, Martin Amerhauser, Martin Hiden, Harald Cerny, Hannes Reinmayr, Arnold Wetl, Franz Wohlfahrt, Roman Mählich, Peter Stöger, Toni Polster, Andreas Heraf, Wolfgang Knaller, Dietmar Kühbauer
 Belgia
Trener: Georges Leekens
Filip De Wilde, Bertrand Crasson, Lorenzo Staelens, Gordan Vidović, Vital Borkelmans, Franky Van der Elst, Marc Wilmots, Luis Oliveira, Mbo Mpenza, Luc Nilis, Nico Van Kerckhoven, Philippe Vande Walle, Dany Verlinden, Enzo Scifo, Philippe Clement, Glen De Boeck, Mike Verstraeten, Gert Verheyen, Eric Van Meir, Émile Mpenza, Danny Boffin, Eric Deflandre
 Brazylia
Trener: Mário Zagallo
Cláudio Taffarel, Cafu, Aldair, Júnior Baiano, César Sampaio, Roberto Carlos, Giovanni, Dunga, Ronaldo, Rivaldo, Emerson, Carlos Germano, Zé Carlos, Gonçalves, André Cruz, Zé Roberto, Doriva, Leonardo, Denílson, Bebeto, Edmundo, Dida
 Bułgaria
Trener: Christo Bonew
Zdrawko Zdrawkow, Radostin Kisziszew, Trifon Iwanow, Iwajło Petkow, Iwajło Jordanow, Złatko Jankow, Emił Kostadinow, Christo Stoiczkow, Ljubosław Penew, Krasimir Bałykow, Ilian Iliew, Borisław Michajłow, Goszo Ginczew, Marijan Christow, Adałbert Zafirow, Anatoli Nankow, Stojczo Stoiłow, Danieł Borimirow, Georgi Baczew, Georgi Iwanow, Rosen Kiriłow, Milen Petkow
 Chile
Trener: Nelson Acosta
Nelson Tapia, Cristián Castañeda, Ronald Fuentes, Francisco Rojas, Javier Margas, Pedro Reyes, Nelson Parraguez, Clarence Acuña, Iván Zamorano, José Luis Sierra, Marcelo Salas, Marcelo Ramírez, Manuel Neira, Miguel Ramírez, Moisés Villarroel, Mauricio Aros, Marcelo Vega, Luis Musrri, Fernando Cornejo, Fabián Estay, Rodrigo Barrera, Carlos Tejas
 Chorwacja
Trener: Miroslav Blažević
Dražen Ladić, Petar Krpan, Anthony Šerić, Igor Štimac, Goran Jurić, Slaven Bilić, Aljoša Asanović, Robert Prosinečki, Davor Šuker, Zvonimir Boban, Silvio Marić, Marijan Mrmić, Mario Stanić, Zvonimir Soldo, Igor Tudor, Ardian Kozniku, Robert Jarni, Zoran Mamić, Goran Vlaović, Dario Šimić, Krunoslav Jurčić, Vladimir Vasilj
 Dania
Trener: Bo Johansson
Peter Schmeichel, Michael Schjønberg, Marc Rieper, Jes Høgh, Jan Heintze, Thomas Helveg, Allan Nielsen, Per Frandsen, Miklos Molnar, Michael Laudrup, Brian Laudrup, Søren Colding, Jacob Laursen, Morten Wieghorst, Stig Tøfting, Mogens Krogh, Bjarne Goldbæk, Peter Møller, Ebbe Sand, René Henriksen, Martin Jørgensen, Peter Kjær
 Francja
Trener: Aimé Jacquet
Bernard Lama, Vincent Candela, Bixente Lizarazu, Patrick Vieira, Laurent Blanc, Youri Djorkaeff, Didier Deschamps, Marcel Desailly, Stéphane Guivarc’h, Zinédine Zidane, Robert Pirès, Thierry Henry, Bernard Diomède, Alain Boghossian, Lilian Thuram, Fabien Barthez, Emmanuel Petit, Frank Lebœuf, Christian Karembeu, David Trezeguet, Christophe Dugarry, Lionel Charbonnier
 Hiszpania
Trener: Javier Clemente
Andoni Zubizarreta, Albert Ferrer, Agustín Aranzábal, Rafael Alkorta, Abelardo, Fernando Hierro, Fernando Morientes, Julen Guerrero, Juan Antonio Pizzi, Raúl, Alfonso, Sergi, Santiago Cañizares, Iván Campo, Carlos Aguilera, Albert Celades, Joseba Etxeberria, Guillermo Amor, Kiko, Miguel Ángel Nadal, Luis Enrique, José Francisco Molina
 Holandia
Trener: Guus Hiddink
Edwin van der Sar, Michael Reiziger, Jaap Stam, Frank de Boer, Arthur Numan, Wim Jonk, Ronald de Boer, Dennis Bergkamp, Patrick Kluivert, Clarence Seedorf, Phillip Cocu, Boudewijn Zenden, André Ooijer, Marc Overmars, Winston Bogarde, Edgar Davids, Pierre van Hooijdonk, Ed de Goey, Giovanni van Bronckhorst, Aron Winter, Jimmy Floyd Hasselbaink, Ruud Hesp
 Iran
Trener: Dżalal Talebi
Ahmad Reza Abedzadeh, Mehdi Mahdawikia, Naim Saadawi, Mohammad Chakpour, Afszin Pejrowani, Karim Bageri, Ali Reza Mansourian, Sirus Dinmohammadi, Hamid Estili, Ali Daei, Chodadad Azizi, Nima Nakisa, Ali Latifi, Nader Mohammadchani, Ali Akbar Ostad-Asadi, Reza Szahroudi, Dżawad Zarinczeh, Sattar Hamedani, Behnam Seradż, Mehdi Paszazadeh, Mehrdad Minawand, Parwiz Borumand
 Jamajka
Trener: René Simões
Warren Barrett, Stephen Malcolm, Christopher Dawes, Linval Dixon, Ian Goodison, Fitzroy Simpson, Peter Cargill, Marcus Gayle, Andy Williams, Walter Boyd, Theodore Whitmore, Dean Sewell, Aaron Lawrence, Donovan Ricketts, Ricardo Gardner, Robbie Earle, Onandi Lowe, Deon Burton, Frank Sinclair, Darryl Powell, Durrant Brown, Paul Hall
 Japonia
Trener: Takeshi Okada
Nobuyuki Kojima, Akira Narahashi, Naoki Soma, Masami Ihara, Norio Omura, Motohiro Yamaguchi, Teruyoshi Itō, Hidetoshi Nakata, Masashi Nakayama, Hiroshi Nanami, Shinji Ono, Wagner Lopes, Toshihiro Hattori, Masayuki Okano, Hiroaki Morishima, Toshihide Saitō, Yutaka Akita, Shōji Jō, Eisuke Nakanishi, Yoshikatsu Kawaguchi, Seigō Narazaki, Takashi Hirano
 Jugosławia
Trener: Slobodan Santrač
Ivica Kralj, Zoran Mirković, Goran Đorović, Slaviša Jokanović, Miroslav Đukić, Branko Brnović, Vladimir Jugović, Dejan Savićević, Predrag Mijatović, Dragan Stojković, Siniša Mihajlović, Dragoje Leković, Slobodan Komljenović, Niša Saveljić, Ljubinko Drulović, Željko Petrović, Savo Milošević, Dejan Govedarica, Miroslav Stević, Dejan Stanković, Perica Ognjenović, Darko Kovačević
 Kamerun
Trener: Claude Le Roy
Jacques Songo’o, Joseph Elanga, Pierre Womé, Rigobert Song, Raymond Kalla, Pierre Njanka, François Omam-Biyik, Didier Angibeaud, Alphonse Tchami, Patrick M’Boma, Samuel Eto’o, Lauren Etame Mayer, Patrice Abanda, Augustine Simo, Joseph Ndo, Bassey William Andem, Michel Pensée, Samuel Ipoua, Marcel Mahouvé, Salomon Olembé, Joseph-Désiré Job, Alioum Boukar
 Kolumbia
Trener: Hernán Darío Gómez
Óscar Córdoba, Iván Córdoba, Everth Palacios, José Santa, Jorge Bermúdez, Mauricio Serna, Antony de Ávila, Harold Lozano, Adolfo Valencia, Carlos Valderrama, Faustino Asprilla, Miguel Calero, Wilmer Cabrera, Jorge Bolaño, Víctor Aristizábal, Luis Antonio Moreno, Andrés Estrada, John Wilmar Pérez, Freddy Rincón, Hamilton Ricard, Léider Preciado, Faryd Mondragón
 Korea Płd.
Trener: Cha Bum-kun
Kim Byung-ji, Choi Sung-yong, Lee Lim-saeng, Choi Young-il, Lee Min-sung, Yoo Sang-chul, Kim Do-keun, Noh Jung-yoon, Kim Do-hoon, Choi Yong-soo, Seo Jung-won, Lee Sang-hun, Kim Tae-young, Ko Jong-soo, Lee Sang-yoon, Jang Hyung-seok, Ha Seok-ju, Hwang Sun-hong, Jang Dae-il, Hong Myung-bo, Lee Dong-gook, Seo Dong-myung
 Maroko
Trener: Henri Michel
Abdelkader El Brazi, Abdelilah Saber, Abdelkrim El Hadrioui, Youssef Rossi, Ismaël Triki, Noureddine Naybet, Mustapha Hadji, Saïd Chiba, Abdeljalil Hadda, Abderrahim Ouakili, Ali El Khattabi, Driss Benzekri, Rachid Neqrouz, Salaheddine Bassir, Lahcen Abrami, Rachid Azzouzi, Gharib Amzine, Youssef Chippo, Jamal Sellami, Tahar El Khalej, Rachid Rokki, Mustapha Chadili
 Meksyk
Trener: Manuel Lapuente
Jorge Campos, Claudio Suárez, Joel Sánchez, Germán Villa, Duilio Davino, Marcelino Bernal, Ramón Ramírez, Alberto García Aspe, Ricardo Peláez, Luis García Postigo, Cuauhtémoc Blanco, Oswaldo Sánchez, Pável Pardo, Raúl Lara, Luis Hernández, Isaac Terrazas, Francisco Palencia, Salvador Carmona, Braulio Luna, Jaime Ordiales, Jesús Arellano, Óscar Pérez
 Niemcy
Trener: Berti Vogts
Andreas Köpke, Christian Wörns, Jörg Heinrich, Jürgen Kohler, Thomas Helmer, Olaf Thon, Andreas Möller, Lothar Matthäus, Ulf Kirsten, Thomas Häßler, Olaf Marschall, Oliver Kahn, Jens Jeremies, Markus Babbel, Steffen Freund, Dietmar Hamann, Christian Ziege, Jürgen Klinsmann, Stefan Reuter, Oliver Bierhoff, Michael Tarnat, Jens Lehmann
 Nigeria
Trener: Bora Milutinović
Peter Rufai, Mobi Oparaku, Celestine Babayaro, Nwankwo Kanu, Uche Okechukwu, Taribo West, Finidi George, Mutiu Adepoju, Rashidi Yekini, Augustine Okocha, Garba Lawal, William Okpara, Tijjani Babangida, Daniel Amokachi, Sunday Oliseh, Uche Okafor, Augustine Eguavoen, Wilson Oruma, Benedict Iroha, Victor Ikpeba, Godwin Okpara, Abiodun Baruwa
 Norwegia
Trener: Egil Olsen
Frode Grodås, Gunnar Halle, Ronny Johnsen, Henning Berg, Stig Inge Bjørnebye, Ståle Solbakken, Erik Mykland, Øyvind Leonhardsen, Tore André Flo, Kjetil Rekdal, Mini Jakobsen, Thomas Myhre, Espen Baardsen, Vegard Heggem, Dan Eggen, Jostein Flo, Håvard Flo, Egil Østenstad, Erik Hoftun, Ole Gunnar Solskjær, Vidar Riseth, Roar Strand
 Paragwaj
Trener: Paulo César Carpegiani
José Luis Chilavert, Francisco Arce, Catalino Rivarola, Carlos Gamarra, Celso Ayala, Edgar Aguilera, Julio César Yegros, Arístides Rojas, José Cardozo, Roberto Acuña, Pedro Sarabia, Danilo Aceval, Carlos Humberto Paredes, Ricardo Rojas, Miguel Ángel Benítez, Julio César Enciso, Hugo Brizuela, César Augusto Ramírez, Carlos Morales Santos, Denis Caniza, Jorge Luis Campos, Rubén Ruiz Díaz
 RPA
Trener: Philippe Troussier
Hans Vonk, Themba Mnguni, David Nyathi, Willem Jackson, Mark Fish, Philemon Masinga, Quinton Fortune, Alfred Phiri, Shaun Bartlett, John Moshoeu, Helman Mkhalele, Brendan Augustine, Delron Buckley, Jerry Sikhosana, Doctor Khumalo, Brian Baloyi, Benny McCarthy, Lebohang Morula, Lucas Radebe, Naughty Mokoena, Pierre Issa, Simon Gopane
 Rumunia
Trener: Anghel Iordănescu
Dumitru Stângaciu, Dan Petrescu, Cristian Dulca |Anton Doboș, Constantin Gâlcă, Gheorghe Popescu, Marius Lăcătuș, Dorinel Munteanu, Viorel Moldovan, Gheorghe Hagi, Adrian Ilie, Bogdan Stelea, Liviu Ciobotariu, Radu Niculescu, Lucian Marinescu, Gabriel Popescu, Ilie Dumitrescu, Iulian Filipescu, Ovidiu Stîngă, Tibor Selymes, Gheorghe Craioveanu, Florin Prunea
 Szkocja
Trener: Craig Brown
Jim Leighton, Jackie McNamara, Tommy Boyd, Colin Calderwood, Colin Hendry, Tosh McKinlay, Kevin Gallacher, Craig Burley, Gordon Durie, Darren Jackson, John Collins, Neil Sullivan, Simon Donnelly, Paul Lambert, Scot Gemmill, David Weir, Billy McKinlay, Matt Elliott, Derek Whyte, Scott Booth, Jonathan Gould, Christian Dailly
 Tunezja
Trener: Henryk Kasperczak
Chokri El Ouaer, Imed Ben Younes, Sami Trabelsi, Mounir Boukadida, Hatem Trabelsi, Ferid Chouchane, Tarek Thabet, Zoubeir Baya, Riadh Jelassi, Kaies Ghodhbane, Adel Sellimi, Mourad Melki, Riadh Bouazizi, Sirajeddine Chihi, Skander Souayah, Radhouane Salhi, José Clayton, Mehdi Ben Slimane, Faysal Ben Ahmed, Sabri Jaballah, Khaled Badra, Ali Boumnijel
 USA
Trener: Steve Sampson
Brad Friedel, Frankie Hejduk, Eddie Pope, Mike Burns, Thomas Dooley, David Regis, Roy Wegerle, Earnie Stewart, Joe-Max Moore, Tab Ramos, Eric Wynalda, Jeff Agoos, Cobi Jones, Preki, Chad Deering, Juergen Sommer, Marcelo Balboa, Kasey Keller, Brian Maisonneuve, Brian McBride, Claudio Reyna, Alexi Lalas
 Włochy
Trener: Cesare Maldini
Francesco Toldo, Giuseppe Bergomi, Paolo Maldini, Fabio Cannavaro, Alessandro Costacurta, Alessandro Nesta, Gianluca Pessotto, Moreno Torricelli, Demetrio Albertini, Alessandro Del Piero, Dino Baggio, Gianluca Pagliuca, Sandro Cois, Luigi Di Biagio, Angelo Di Livio, Roberto Di Matteo, Francesco Moriero, Roberto Baggio, Filippo Inzaghi, Enrico Chiesa, Christian Vieri, Gianluigi Buffon